# Transsylvanien
Transsylvanien er et vigtigt historisk område i Rumænien nord og vest for Karpaterne.

## Navnet
Transsylvanien, også Transsilvanien eller Transylvanien (rumænsk Transilvania), er et latinsk navn, der betyder "hinsides skoven". Andre historiske navne er Ardeal (rumænsk), Erdély (ungarsk), og Siebenbürgen (tysk).

## Geografi
I dag betegnes hele Rumænien nord og vest for Karpaterne som "Transsylvanien". Tidligere skelnede man det egentlige fyrstedømme Transsylvanien fra de vestlige egne, som var direkte underkastet kongeriget Ungarn – Banat, Crișana og Maramureș.
Karpaterne dominerer geografien: de danner grænsen til øst og nord (Østkarpaterne) og til syd (de Transsylvanske Alper). De noget lavere Vestkarpater dannede den gamle grænse mellem fyrstedømmet og Ungarn. Det transsylvanske plateau ligger imellem bjergkæderne; området vest for bjergene er lavere. Klimaet er kontinentalt. Alle flodene – de vigtigste er Someș, Mureș og Olt – er bifloder til Donausystemet.
Byen Alba Iulia, Sibiu og Cluj var fyrstedømmets hovedstad. Andre vigtige byer er Brașov, Târgu Mureş og Sighișoara.

## Historie
I oldtiden var området en del af Dakien. I middelalderen blev Transsylvanien indlemmet i Ungarn. (Ungarske og rumænske historikere har haft en lang polemik over, hvilket folk der levede der først.) I denne periode var der også mange tyske indvandrere. Efter Slaget ved Mohács i 1526 blev Ungarn delt i tre: de nordvestlige egne faldt til Habsburgerne, de centrale til det Osmanniske Rige, og Transsylvanien blev til et autonomt fyrstendømme under tyrkisk herredømme.
I de næste 150 år var Transsylvanien i praksis næsten uafhængigt. Fyrsterne kæmpede mod stormagternes tryk med skiftende succes. Stefan Báthory, den mest effektive, blev også konge af Polen. Michael den Tapre blev kortvarigt hersker af Transsylvanien, Moldavien og Valakiet. Transsylvaniens religiøse frihed vakte opmærksomhed i Europa: katolikker, lutheranere, calvinister og unitarer var alle anerkendt. Men den ortodokse kirke, som det rumænsktalende flertal fulgte, var ikke.
I 1700 led det Osmanniske Rige store tab, og Habsburgerne besatte Transsylvanien. I det 19. århundrede begyndte en nationalbevægelse hos rumænerne.
Efter 1. verdenskrig fik Rumænien Transsylvanien, da det havde rumænsk flertal. Men befolkningen var meget blandet: ved folketællingen i 1930 havde området ca. 2,7 millioner indbyggere, deraf 56,4% rumænere, 23% ungarere (madjarer og székler) og 9,4% tyskere. (Andre mindretal var armenere, jøder, romaer og sintier). Ungarn håbede at generobre området; Nordtranssylvanien blev annekteret i 1940, men tabt igen efter 2. verdenskrig.
I 2002 havde Transsylvanien 7.221.733 indbyggere, deraf 74 % rumænere, 19 % ungarere, 3 % romaer og sintier og 0,73 % tyskere (ca. 60.000).
I romanen Dracula kommer greven fra området, hvor "Transsylvanien, Moldavien og Bukovina mødes", men det er blevet forenklet til bare "Transsylvanien". Branslottet, der er kendt som "Draculas slot" ligger sydvest for Brasov.

## Siebenbürgen
"Siebenbürgen" er det traditionelle tyske navn for Transsylvanien. Det henviser til de syv byer, hvor tyske indvandrere bosatte sig.
De syv byer var:
- Bistritz, nu Bistriţa
- Hermannstadt, nu Sibiu
- Klausenburg, nu Cluj-Napoca
- Kronstadt, nu Brașov
- Mediasch, nu Mediaș
- Mühlbach, nu Sebeș
- Schäßburg, nu Sighișoara